# Sự kiện Sakuradamon (1860)

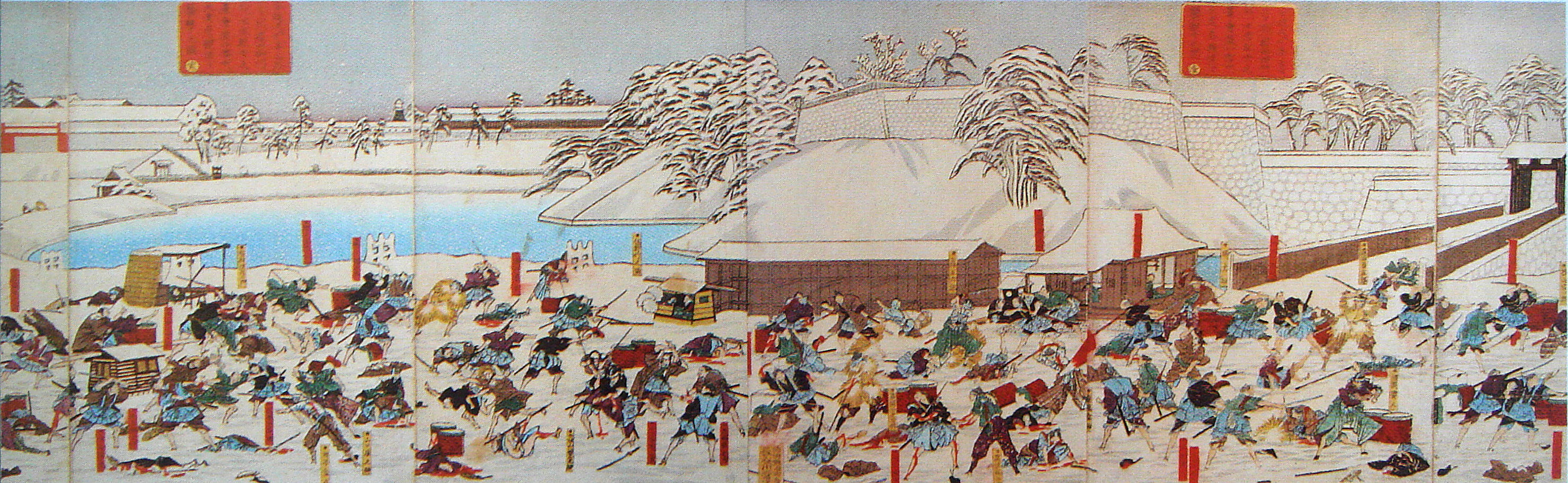
Tranh mộc bản vẽ sự kiện Sakuradamon

Sự kiện Sakuradamon (桜田門外の変 Sakuradamon-gai no Hen,  桜田門の変 Sakuradamon no Hen) (âm Hán Việt: "Anh điền môn ngoại chi biến") là vụ ám sát Thủ tướng Nhật  (Tairō) Ii Naosuke (1815–1860) ngày 24 tháng 3 năm 1860 bởi rōnin samurai của phiên Mito, bên ngoài cổng Sakurada (Anh điền môn) của lâu đài Edo.

## Bối cảnh

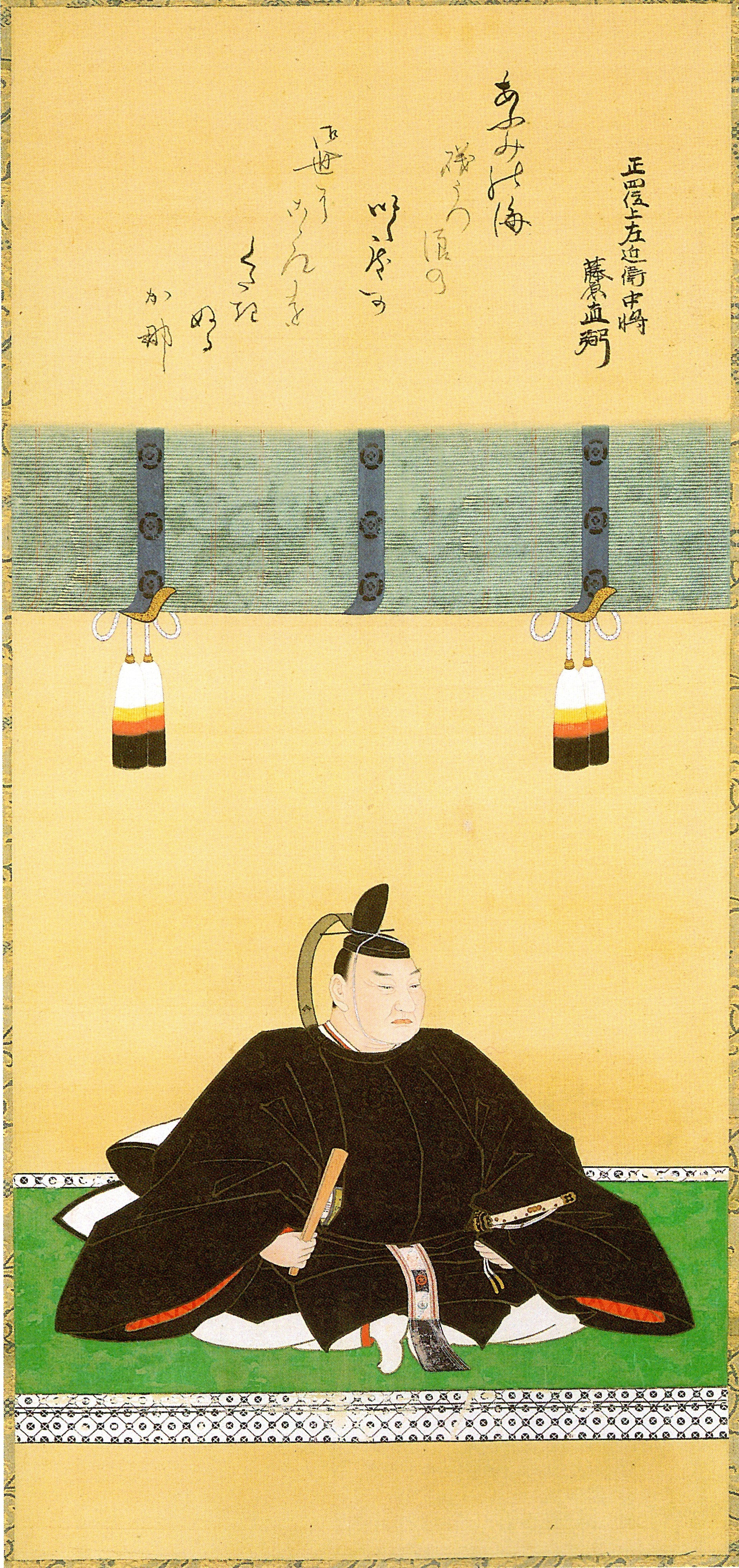
Ii Naosuke năm 1860 khi còn là chính khách lớn trong Mạc Phủ

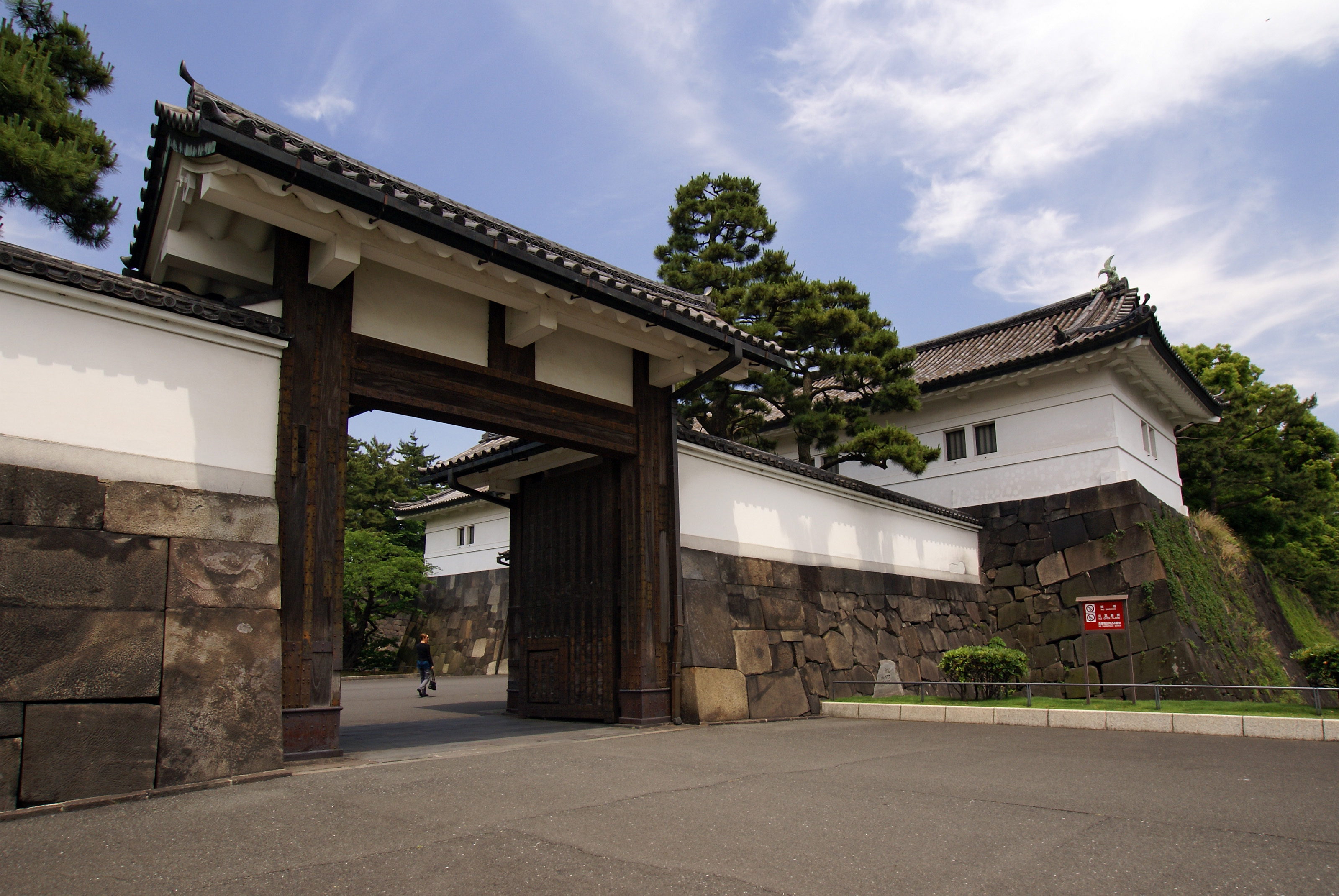
Sakuradamon ngày nay

Ii Naosuke là một chính khách hàng đầu của giai đoạn Bakumatsu. Ông là người đề xướng việc Nhật triều phải khai thương với thế giới sau 200 năm bế quan tỏa cảng. Ông bị công luận lên án vì đặt bút ký Hiệp ước Thân thiện và Thương mại năm 1858 với Công sứ Hoa Kỳ Townsend Harris. Tiếp theo đó Nhật Bản ký kết một loạt những hiệp định tương tự với những nước Âu châu khác.. Qua năm sau tức năm 1859, triều đình thực thi những điều ước ký kết, mở các cảng Nagasaki, Hakodate và Yokohama cho thương thuyền ngoại quốc vào buôn bán..
Trong vụ thanh trừng Ansei thì Ii Naosuke bị chỉ trích vì đã phò Mạc phủ chống lại các Daimyos địa phương. Naosuke vô tình đã giúp bọn phiên thần như Mito, Hizen, Owari, Tosa, Satsuma và Uwajima chống lại Mạc phủ của Shogun Tokugawa Iesada càng quyết liệt hơn, nhất là khi Naosuke rút lui về trí sĩ thì bọn đối lập càng hoành hành. Họ dấy lên phong trào phản Mạc phủ của phái Mito.

## Vụ ám sát

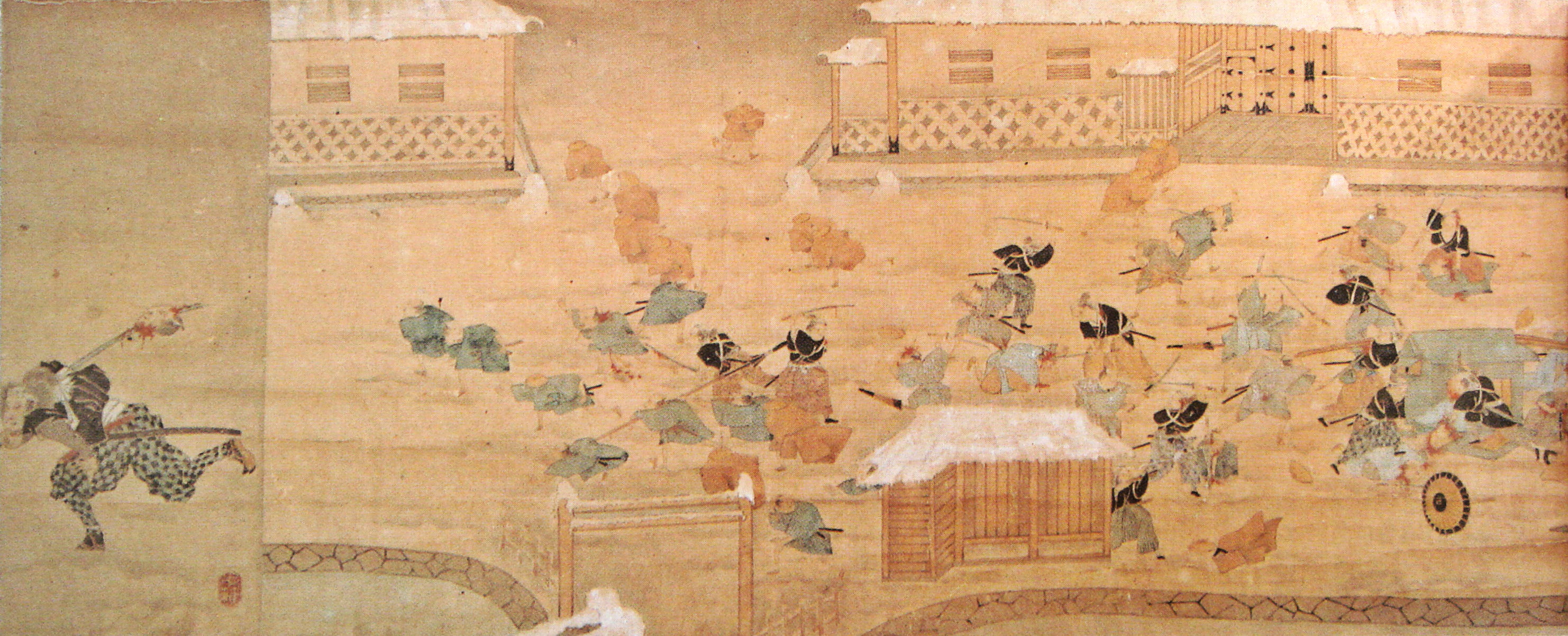
Tranh vẽ cảnh Arimura (trái) bỏ chạy, đầu kiếm còn lủng lằng thủ cấp của Naosuke

Ngày 24 Tháng 3, 1860, Naosuke bị ám sát ngay bên ngoài cổng vào Lâu đài Edo (tức hoàng cung Tokyo ngày nay). Dù đã có mật báo cho biết tính mệnh ông bị đe dọa, Naosuke đáp rằng "Sự an toàn của riêng ta là không là gì khi tương lai quốc gia lâm nguy."
Ngay ở cổng vào thành bọn rōnin của phiên Mito đã mai phục sẵn 17 tên, lại có cả Arimura Jisaemon (有村 次左衛門), một samurai từ phiên Satsuma góp sức. Họ ùa ra tấn công đoàn hộ vệ khiến các vệ sĩ của Naosuke dàn ra chắn phía trước nhưng đó chỉ là hỏa mù vì hung thủ thừa lúc chỉ mình Naosuke trong cỗ kiệu, đã khai hỏa bắn một phát bằng khẩu Colt 1851 khiến Naosuke trúng đạn. Liền theo đó Arimura nhảy vào giết Naosuke, chặt lấy thủ cấp rồi bỏ chạy ra ngoài. Arimura sau tự mổ bụng mình tự vẫn (seppuku) để tiệt manh mối. Oái oăm thay khẩu súng định mệnh đó là một phiên bản nội chế của khẩu Colt mà Matthew Perry đã dâng tặng Mạc Phủ năm 1858. 

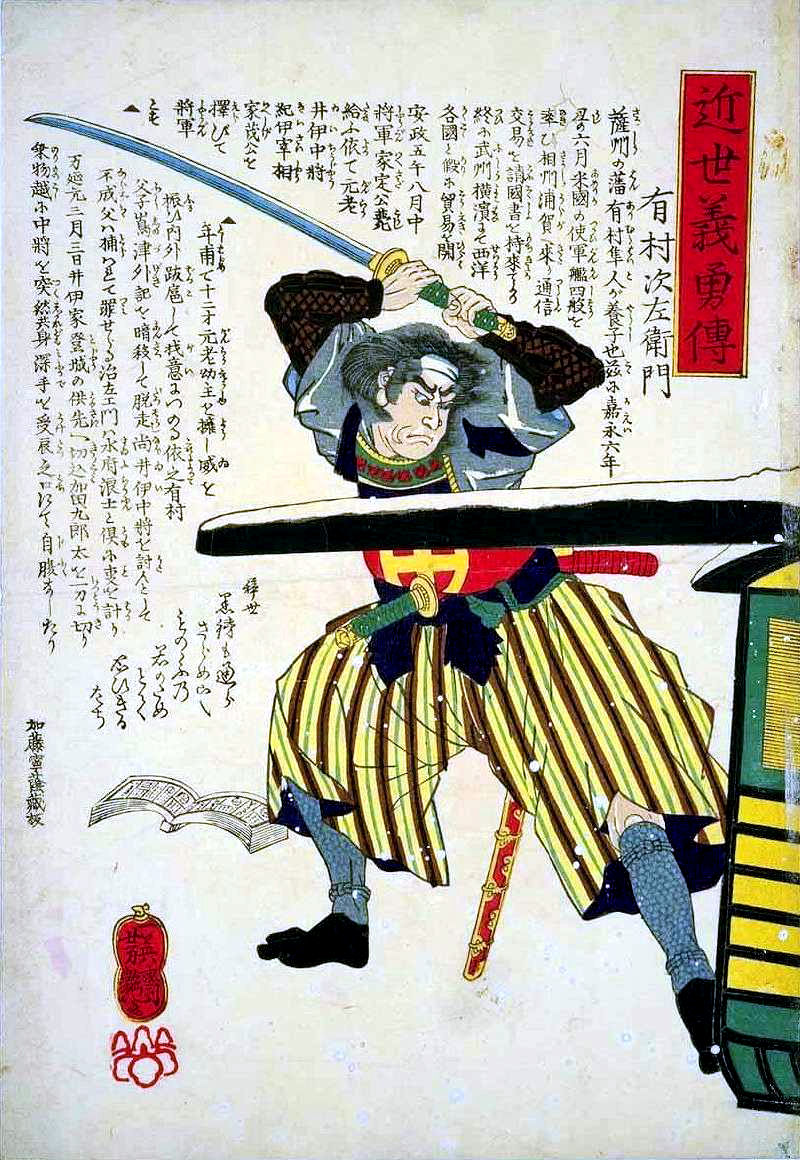
Tranh vẽ Arimura Jisaemon vung kiếm chém Naosuke trong cỗ kiệu

Bọn phiên thần giết Naosuke còn ra thông cáo dẫn giải lý do sát hại:
Nhận thấy rằng từ khi ngườ Mỹ đến Uraga đòi thông thương, Mạc phủ đã thay đổi đường lối, không những phản lại lợi ích của đất nước mà còn làm nhơ nhuốc đến quốc thể khi giao hảo với bọn ngoại nhân, cho chúng vào cung, ký kết bao nhiêu điều bãi bỏ các tiền lệ cấm đạo Kitô... giờ đây cho bọn tà đạo xây nhà thờ và lại cho đại sứ chúng cư trú... Do đó, ta thay Trời trừng phạt tên ác nhân, làm tròn nhiệm vụ chống bỏ cường quyền— Thông cáo của nhóm Sakuradamon.
Tin Naosuke bị giết lan rất nhanh nhưng vì phương tiện truyền tin còn hạn hẹp nên bên Tây phương không biết gì mà phải tàu thuyền ngoại quốc vượt Thái Bình Dương báo tin về đến Mỹ khi cập bến San Francisco. Tin sau đó chạy bằng ngựa sang thủ đô Washington đến ngày 12 tháng 6 tức gần ba tháng sau thì phái đoàn ngoại giao của Nhật tại Mỹ mới được tin Naosuke bị giết.

## Hậu quả
Công luận lúc bấy giờ không phục chính sách thông thương củ Mạc Phủ nên nhiều nơi dân chúng nổi lên đòi đánh đuổi các người ngoại quốc. Nay Ii Naosuke lại bị giết khiến Mạc Phủ phải dịu giọng, chấp bút thông qua chính sách thỏa hiệp của Kōbu Gattai do hai phiên Satsuma và Mito đề xướng hợp, mở đường cho Thiên hoàng trở lại tham chính cùng với shogun. Dù vậy các thế lực vẫn chưa yên nên tiếp theo đó là phong trào Sonnō Jōi ("Tôn vương nhương di") đòi phục hưng quyền lực của Thiên hoàng cùng đánh đuổi bọn ngoại di, tức ám chỉ truất phế Mạc Phủ.
Từ năm 1860 đến 1868 khi Mạc Phủ bị giải thể thì nơi nơi đều chia thành hai phe. Phe phò vua (thiên hoàng) và phe phò chúa (shogun). Ngay ở Edo tức bản doanh của shogun mà đình thần Mạc Phủ và người ngoại quốc thường bị mai phục sát hại (như trường hợp Andō Nobumasa và Richardson). Hồi cuối của tấn bi kịch là chiến tranh Boshin. Quân Mạc Phủ bị đại bại và Thiên hoàng Nhật trở lại chấp chính, mở đầu giai đoạn mới trong lịch sử Nhật Bản năm 1868: Cải cách Minh Trị .